# Nick Cheung

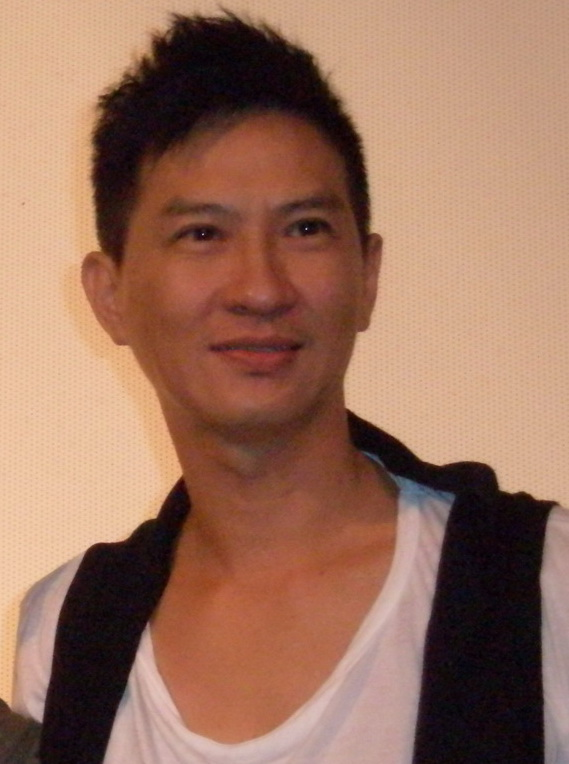
Nick Cheung – 張家輝, 2010

Nick Cheung Ka-fai (chinesisch 張家輝 / 张家辉, Pinyin Zhāng Jiāhuī, Jyutping Zoeng1 Gaa1fai1, kantonesisch Cheung Ka-fai; * 2. Dezember 1964 in Hongkong) ist ein chinesischer Schauspieler und Regisseur aus Hongkong. Er spielte bereits in über 80 Filmen mit. Bekannt wurde er durch seine Rollen in den Filmen von Wong Jing und Johnny To.

## Leben
Cheung arbeitete vier Jahre bei der Royal Hong Kong Police als Polizist. Er gab aber die Stelle auf, nachdem sein Antrag auf Überstellung in die Kriminalpolizei abgelehnt wurde. Anschließend arbeitete er für die Filmproduktionsfirma von Danny Lee Sau-Yin. Sein Filmdebüt war Thank you, Sir, in dem er als Polizeikadett auftrat. Von 1989 bis 1994 arbeitete er beim Fernsehsender ATV World. Später verließ er ATV und wechselte zum Fernsehsender Television Broadcasts Limited (TVB). 2004 verließ er TVB und arbeitete ausschließlich an Kinofilmen mit. Im Jahr 1999 wurde er für seinen ersten Filmpreis in Hongkong nominiert und 2009 für seine Rolle in Beast Stalker mit dem Ersten Preis ausgezeichnet. Seitdem wurde er mehrfach bei den Hong Kong Film Awards und anderen chinesischen Filmpreisen nominiert.
Cheung lernte bei seiner Zeit bei ATV die Schauspielerin Esther Kwan (關詠荷,  Guān Yǒnghè, Jyutping Gwaan1 Wing6ho4, kantonesisch Kwan Wing Ho) kennen. Ihre gemeinsame Heirat fand am 8. Dezember 2003 in Australien statt. Ihre Tochter Brittany (張童) wurde am 24. Januar 2006 geboren.
Im Jahr 2014 verdiente Cheung umgerechnet 75 Millionen Hongkong-Dollar (HKD).

## Filmografie als Schauspieler (Auswahl)
- 1989: Thank You, Sir
- 1990: Unmatchable Match
- 1991: Red Shield
- 1992: What a Hero!
- 1993: Raped by an Angel
- 1994: Shoot to Kill
- 1995: Asian Connection
- 1996: Ah Kam
- 1998: The Conman
- 1999: Raped by an Angel 4: The Rapist's Union
- 1999: The Tricky Master
- 1999: The Conmen in Vegas
- 2000: Conman in Tokyo
- 2000: The Duel
- 2000: My Name Is Nobody
- 2000: Conman 2002
- 2004: Breaking News
- 2005: Election
- 2006: Election 2
- 2006 Exiled
- 2008: Connected
- 2008: Beast Stalker
- 2012: Nightfall
- 2015: From Vegas to Macau 2
- 2016: From Vegas to Macau 3
- 2016: Line Walker
- 2019: Bodies at Rest
- 2021: Election 3
- 2021: The Invincible 12
- 2021: The Trier of Fact
- 2021: 731

Quelle: Hong Kong Movie Database

## Filmografie als Regisseur
- 2014: Hungry Ghost Ritual
- 2015: Keeper of Darkness
- 2018: The Trough

Quelle: Hong Kong Movie Database